# Vlag van Lara

Vlag van Lara (ratio 2:3)

De vlag van Lara toont een opkomende zon boven een groen landschap, waarbij het groen een derde van de hoogte van de vlag inneemt. Het ontwerp van de vlag werd door het bestuur van Lara vastgesteld op 27 november 2000, waarna het deelstatelijke parlement haar op 8 december van hetzelfde jaar aannam.

## Voormalige vlaggen

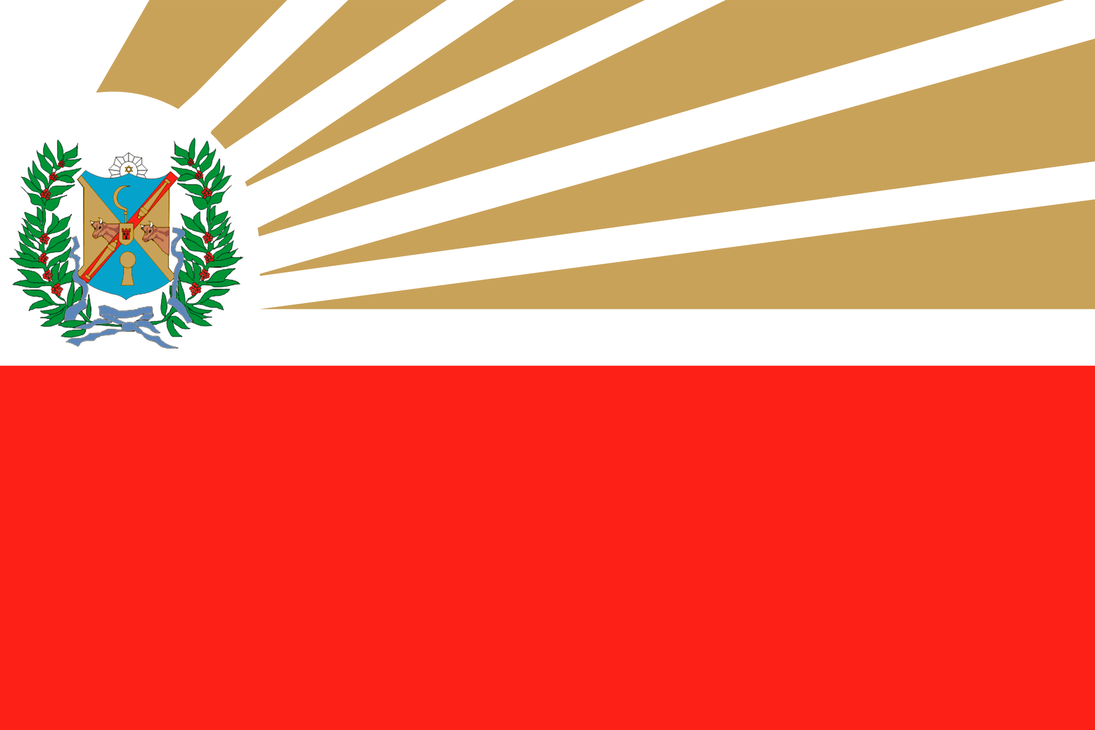
Vlag van Lara (1991-2000)